# 福島市立立子山小学校
福島市立立子山小学校（ふくしましりつ たつこやま しょうがっこう）は、福島県福島市にある公立小学校である。

## 概要
福島市街地南東部の立子山に位置し、当地区全域を通学区域とする。2020年5月1日現在、3学級12名の児童が在籍する。

## 沿革
- 1874年8月25日 - 学校創立。後に自治体合併や分離を経て伊達郡立子山村立立子山小学校となる。
- 1955年7月 - 立子山村が福島市に編入され、福島市立立子山小学校となる。
- 1987年2月16日 - 現在の校舎（RC造3階建）が竣工する。
- 1988年2月26日 - 屋内運動場が竣工する。

## 教育方針
教育目標
- ふるさとに誇りをもち、夢に向かって輝く、心豊かでたくましい子どもの育成

## 学校行事
| - 4月 - 5月 - 6月 | - 7月 - 8月 - 9月 | - 10月 - 11月 - 12月 | - 1月 - 2月 - 3月 |

## 通学区域
- 立子山

## 進学先中学校
- 福島市立立子山中学校[2]

## 学区 / 校区内の主な施設
- 国道114号
- 社会教育館立子山自然の家

## 交通
- JR福島駅より福島交通路線バス飯野行乗車、立子山支所前下車、徒歩約1分。

## 著名な出身者
- 朝河貫一（日本人初のイェール大学教授）